# Vergara (Uruguay)
Vergara es una ciudad uruguaya del departamento de Treinta y Tres, sede del municipio homónimo.

## Ubicación
La ciudad se encuentra situada en la zona noreste del departamento de Treinta y Tres, a la altura del km 342, sobre las costas del arroyo Parao, en el cruce de las rutas nacionales 18 y 91, y sobre la línea de ferrocarril Nico Pérez-Río Branco, con estación en el km 390.

## Historia
Entre los años 1877 y 1887, José Fernandes Vergara compró a su cuñada Luisa Ignacia Saravia los campos destinados a la fundación del pueblo, que para entonces se conocía como Parao, y se ubicaba en la margen derecha del arroyo Parao. En abril de 1891, luego que el agrimensor Manuel Coronel hiciera el fraccionamiento de los terrenos, Vergara realizó las primeras ventas.
Entre 1890 y 1900 comenzaron a llegar a la zona, inmigrantes procedentes de distintos países europeos, pero sobre todo de Italia. Al mismo tiempo comenzaron a llegar también peones de estancia desplazados debido al alambramiento de los campos, así como personas de otras ciudades cercanas. La escuela del pueblo, si bien fue creada anteriormente por impulso de su fundador, fue oficializada en 1901 y en 1904 se creó la escuela de varones. Ya por el año 1890 se comenzó a construir la capilla.
El 10 de marzo de 1903 entró en vigencia la ley 2788 que declaró pueblo de Vergara a las casas situadas en la  margen derecha del arroyo Parao en el departamento de Treinta y Tres.
En 1936 se incorporó la estación Vergara a la línea de ferrocarril que unía Treinta y Tres y Río Branco.
En 1938, a solicitud de vecinos de Vergara, el obispo de Florida-Melo, Miguel Paternain, erigió la parroquia Santísimo Sacramento, cuyo territorio incluye las cercanas poblaciones de Rincón, Arrozal Treinta y Tres y Mendizábal (El Oro). La parroquia inició su funcionamiento el domingo 13 de noviembre de ese año. Fue confiada a la congregación de los Padres Palotinos, siendo el primer párroco Arturo Bernardo Zitto.
Más recientemente el 13 de diciembre de 1994 la localidad fue elevada de la categoría de pueblo a la de ciudad por ley 16668.

## Población
Según el censo del año 2023 la ciudad contaba con una población de 3960 habitantes.
| 2837          | 2826 | 3379 | 3983 | 3986 | 3810 | 3960 |
| (Fuente: INE) |      |      |      |      |      |      |

## Economía
Desde sus inicios Vergara y su entorno tuvo como principal actividad económica la explotación ganadera tanto ovina como bovina, pero desde 1970 comenzó a tener mayor relevancia el cultivo de arroz, lo que llevó a Vergara a convertirse en parte de  la cuenca arrocera del este de Uruguay.
Esto trajo acompañado mejoras en la infraestructura de la zona, como comunicaciones, transporte, caminería y además detuvo el éxodo rural debido al establecimiento de población en las proximidades de las explotaciones arroceras.

## Municipio de Vergara
Por ley 18653 del 15 de marzo de 2010 se creó el municipio de Vergara perteneciente al departamento de Treinta y Tres, comprendiendo al distrito electoral FBA de ese departamento.
El municipio incluye la ciudad de Vergara y su zona suburbana.

## Personalidades
- Glauco Segovia, político colorado, intendente de Montevideo en 1967.
- Eric Fagúndez, ciclista uruguayo.